# 紅樓夢的作者問題
《红楼梦》一書的作者向來沒有定論。該書原本沒有署名，只有在原作第一回裡，提及「曹雪芹于悼红轩中，披阅十载，增删五次，纂成目录，分出章回」。紅學家對於曹雪芹為實際作者，或者只是編者有所爭議。此外，紅學家亦認為其他人亦有可能為《紅樓夢》的作者，「候選人」多達六十多個。
早期一般认为前八十回与後四十回是同一作者。至民國時代，學者開始對於《紅樓夢》的作者多所考證。王國維在《紅樓夢評論》中指出：「《红楼梦》自足为我国美术上之唯一大著述，则其作者之姓名，与其著书之年月，固为唯一考证之题目。」胡適為首的考證派對於曹雪芹和其家世作了大量的考證，提出《红楼梦》後四十回和前八十回的作者并非同一人，怀疑後四十回为高鹗所写。但是，随着研究深入，人民文學出版社於2008年修訂再版的「新校本」《红楼梦》署名又从“曹雪芹、高鹗著”更改为“（前八十回）曹雪芹著，（後四十回）無名氏續，程偉元、高鶚整理”，使得作者问题进一步复杂化。
虽然毛泽东根据阶级斗争观点严厉批评胡适新红学，但是毛泽东也相信后四十回为续作。根据周汝昌的回忆史料，官方正式传达毛泽东最高指示指示：“前八十回是曹雪芹作的，后四十回是高鹗作的；高鹗学了曹雪芹的一点笔法，但是思想很不相同。” 毛在世时所有的出版社统一此口径。

## 前八十回之作者

### 主張曹雪芹是前八十回作者
《红楼梦》第一回正文中，将作者归之为“石头”，这自然是小说家自言。紧接着又提到，此书经“曹雪芹于悼红轩中披阅十载，增删五次，纂成目录，分出章回”。而早期抄本中的大量脂批则直指曹雪芹就是作者。如甲戌本第一回有批语：“若云雪芹披阅增删，然则开卷至此这一篇楔子又系谁撰？足见作者之笔狡猾之甚。”脂批还多次说《红楼梦》的故事很多取材于曹家史实，也可作为旁证。由于脂批中透露作批者与曹雪芹及其家族关系紧密，也熟知甚至部分地参与了《红楼梦》的创作，因此脂批可以说是曹雪芹作为《红楼梦》作者的最直接证据。但曹雪芹也仍可能为原本作者之化名，甚至脂评也可能为故意误导当权者判断，而帮助隐瞒作者真实身分。
清代诗人明义在其《题红楼梦》诗序中说：“曹子雪芹出所撰《红楼梦》一部，备记风月繁华之盛，盖其先人为江宁织府。其所谓大观园者即今随园故址。惜其书未传，世鲜知者，余见其钞本焉。”另一位清代宗室诗人永忠作于乾隆三十三年的咏《红楼梦》诗题曰：“因墨香得观《红楼梦》小说吊雪芹三绝句（姓曹）”。这大概是除《红楼梦》本身和脂批之外，最早指出曹雪芹是《红楼梦》作者的记载。明义和永忠都是曹雪芹同时代人，虽然没有证据表明他们认识曹雪芹，但他们与曹雪芹的朋友敦诚、敦敏兄弟有密切往来，因此他们的说法被认为具有很高的可靠性。但是迄今没有在敦诚、敦敏兄弟的文字中找到关于曹雪芹是《红楼梦》作者的记载。
在《紅樓夢》的各種抄本以及過去的絕大部分刊印本上，并沒有署明作者是誰。但在脂硯齋等人的批語中以及與曹雪芹同時代的永忠、明義和袁枚等人的文字記載中，都已明確地視曹雪芹為原作者。20世紀初，胡適等人考定曹雪芹為《紅樓夢》前八十回的作者，這是以胡適為代表的“新紅學”之代表性觀點，後來脂本脂批的发现更强有力地支持了这一结论。在曹雪芹生前，《紅樓夢》前八十回已基本定稿。八十回以後，他也已寫出了大部分初稿，但卻并未流傳下來。
近年來，一些學者對脂本的由來提出質疑。大陸學者歐陽健所著《還原脂硯齋》以版本學和明清小說研究得出結論，「脂本出現在程甲本與程乙本之後」。歐陽健還認為，脂批版本全部為後人抄錄版本，而非原本。而且，這些抄本全部於胡適理論發布後忽然出現，其中觀念語言有不符合常識之處，有后人作假之嫌。

### 主張曹雪芹非前八十回作者

#### 考證派觀點
在胡適《紅樓夢考證》之後，考證派就曹雪芹和其家世展開了詳細的考證，形成「曹學」。他們大多認為，《紅樓夢》是一部自傳性質的小說。但是，考證派中部份人物認為《紅樓夢》雖然為曹家的作品，但非曹雪芹所作，大多認為曹雪芹只是當中「批閱增刪」者，認為其非真正的作者。論點包括：
- 曹竹村说：戴不凡主此說。他認為《红楼梦》的原作者是「石兄」。他從「石兄」的生平出發，认为「石兄」是曹寅兄长曹荃的次子竹村，《紅樓夢》正是由他所作，而《紅樓夢》則是曹雪芹以曹竹村的旧稿改編成書。其後，吳世昌、張錦池等人多反駁，《北方論叢》編輯部將正方雙方的論文輯成《〈紅樓夢〉著作權論爭集》。[5]
- 曹頫说：趙国栋主此說。他指曹雪芹未亲历过钟鸣鼎食、膏粱锦绣的奢华生活，且性格和「作者」不合，認為曹雪芹只是對於《紅樓夢》有所增刪。他認為「作者」、「石頭」、「脂硯齋」只是同一人，認為作者是曹頫。[6]其後，張訓、范鄉之等人多有質疑。[7][8][9]
- 曹渊说：刘润为主此說。他指《红楼梦》的「作者」曾亲历富贵荣华。相反，曹雪芹生于雍正初期，出生了來就沒有經歷富貴。而曹淵的生平和「作者」相似，應為曹渊所著。[10]
- 曹硕说：吴世昌主此說。他在《红楼梦探源》中从脂评入手考察，认为雪芹未亲身经历过曹家鼎盛时事，而實際經歷者而是脂砚斋。他認為，曹雪芹是在其叔脂砚斋即曹碩旧稿的基础上写定成书的。[11]

#### 索隱派和其他觀點
索隱派認為，《紅樓夢》認是一本政治小說。蔡元培《石頭記索隱》指：「《石頭記》者，清康熙之政治小說也。作者持民族主義甚摯。書中本事，在吊明之亡，揭清之失，而尤於漢族名士仕清者，寓痛惜之意。当时既虑文网，又欲别开生面，特于本事以上，加以数层障幂，使读者有『横看成岭侧成峰』之状况。」，因為他們大多認為《紅樓夢》是政治小說，因此大多將作者認為是明末清初之人。觀點包括：
- 明遺民說：潘重規主此說。他在《紅樓夢新解》中認為《红楼梦》是一部带有反清色彩的政治小说，並以第一回的文字和脂评中指出作者即是「石头」，并进一步论述了其为明末清初的某遗民。[12]
- 洪昇说：土默热（土默熱紅學）主此說。他認為作品中的男主人公和作者托明的石頭都是洪昇一人。書中賈史王薛四大家族即是明末清初杭州洪顧錢黃四大家族。王夫人、鳳姐原型即是洪昇的母親和妻子。[13]
- 墨香說：墨香即敦敏与敦诚的叔父。张放主此說。他認為墨香曾任清帝乾隆的侍卫，但生活潦倒。他感到皇室的冷漠与炎凉，因此创作《红楼梦》以影射皇族。他認為曹雪芹、脂硯齋、墨香都是同一人。[14]其後，張志、陳慧等多有質疑。[15]
- 吴梅村說：杜世杰、傅波主此說。杜世杰在他的《红楼梦考释》一书中，杜氏以甲戌本部分文字及《微论红楼梦》作者郁增伟的记述为据，又找出了梅村杂剧、梅村诗作与《红楼梦》文本内容的相似之处，试图证明《红楼梦》的作者实为吴梅村。[16][17]
- 冒辟疆說：冒廉泉主此說。他在《冒辟疆著作紅樓夢新探》中提出了十五點的理由以證為冒辟疆所著，其後又於《證實冒辟疆著作紅樓夢的45個元素》中提出更多理由支持。其後，有十數位學者參與撰寫文章，以證為冒辟疆作，並得到如皋市領導支持。嚴中指，「『槽点』太多，已无力吐槽」，不值一駁。[18][19][20]
- 李漁說：朱江兵主此說。他認為《紅樓夢》是李漁原著，高鶚、高景芳改編，並認為《紅樓夢》是李漁中年在杭州期間集成其之前所作的著作，其後則有清初八旗才女高景芳化名曹雪芹創作後四十回。[21][22]徐乃為認為，李漁寫的是喜劇，而《紅樓夢》則是悲劇，不可能出自同一人之手。[20]
- 袁枚說：東郭先生（即任輝）主此說。他從《紅樓夢》作者生辰前一月出現了日食，鎖定了《紅樓夢》作者的生辰，並得出為袁枚作的結論。[23][20]
- 李鼎說：王洪軍主此說。[24]
- 太子胤礽和太子妃石氏等：溫雲英主此說。[25]

## 後四十回之作者
在程刻本出版不久，於嘉慶初年，裕瑞於《棗窗閑筆》中首次指出後四十回為他人所續。其後，張船山寫了《赠高兰墅（即高鶚）同年》 一诗，并自注「传奇《红楼梦》八十回以后俱兰墅所补」。其後，俞樾以逐為據，定出後四十回為高鶚之所續。
其後，胡適在《紅樓夢考證》中首次詳細論證《紅樓夢》前八十回和後四十回非由同一人所作。

### 主張程高二人據曹雪芹舊稿續補
胡適在《紅樓夢考證》中據俞樾的《小浮梅閑話》中考據《紅樓夢》一條指：
《船山詩草》有《贈高蘭墅鶚同年》一首云：「艷情人自說《紅樓》。」注云：「《紅樓夢》八十回以後，俱蘭墅所補
程偉元在在乾隆五十六年（西元1791年）一百二十回本《红楼梦》序中说，後四十回中有二十余回是他自“藏书家甚至故纸堆”中找到，剩余十数回则得之于“鼓担”，他和高鹗只是“细加厘剔，截长补短”。
同一时间前后，周春在《閱紅樓夢隨筆》提到乾隆庚戌年（西元1790年）：“雁隅以重價購抄本兩部，一為石頭記，八十回；一為紅樓夢，一百二十回，微有異同。”相当一部分人相信，後四十回中的确保留了部分曹雪芹的旧稿。
- 林语堂认为後四十回为曹雪芹著，程高“修补”。他认为：第一，不能因为读者自己不喜欢後四十回情节就认定是伪作：“我读一本小说，可以不满意故事的收场，但是不能因为我个人不满意，便“订”为小说末部是“伪”。这样还算得科学的订伪工作吗？”，第二，前后情节有个别不符可能是作者写作中几易其稿所致，不能就此定为伪作：“关于後四十回的发展，有四五处与前八十回所暗示不符（雪芹曾有一百二十回的回目），如史湘云的“金麒麟白首双星”的话等。谁也应该知道，文人自初稿至杀青的时候，尤其在这样的巨幅，经过十年苦心经营，易稿再四，作者到了收场，应当与初稿拟定略有不同，或有删削。作者应有此权利。这不足为後四十回为高鹗“作伪”之证。脂砚斋本“畸笏”已经明明说有几回，因人家借阅而散佚，当时的情形可见。残稿一定有散佚，经过高鹗的整理补订才有个眉目连贯。这真是文学史上一件大事，我们不应作求全之毁，因为有些小出入而断定後四十回是“伪”。”，第三，若曹雪芹只写了八十回，则自甲戌本出现直到其去世，曹雪芹究竟在干什么？于理不合：正如胡适推算，“如果甲戌以前雪芹已成八十回书，那么，从甲戌到壬午这九年之中，雪芹做的什么书？”“雪芹既有十年时间可以补完此本小说之重要下部，使成完璧，岂有不补完之理？”第四，林语堂举出14件後四十回与前八十回呼应的地方，认为前后照应，人物性格品行并无二致，除非是曹雪芹本人，其他人极难代笔。[28][29]
- 王蒙认为：“续书的不可能”、“从理论上、创作心理学与中外文学史的记载来看，真正的文学著作是不可能续的⋯⋯至于像《红楼梦》这种头绪纷繁，人物众多，结构立体多面，内容生活化、日常化、真实化、全景化的小说，如何能续？不要说续旁人的著作，就是作者自己续自己的旧作，也是不可能的。而高鹗续了，续得被广大读者接受了，要不是民国后几个大学问家特别是胡适的‘考据’功夫，读者对全书一百二十回的完整性并无太大怀疑。”[30]
- 唐德剛認為，後四十回部份是曹雪芹舊作，高鶚另補寫了一部份，故後四十回有的非常好，有的非常壞，並不協調[31]。
- 中国红学会顾问、中国艺术研究院研究员胡文彬认同程高二人仅仅是整理了曹雪芹的残稿加以增删补缀，他认为：第一，後四十回虽然水平比不上前八十回，但前八十回埋下的伏笔，在大方向上，後四十回基本都有体现。第二，从那时到现在没有一个续书比得上程高本的後四十回。第三，“高鹗没有时间写、没有才华写，他根本也没写。那时他正在忙着弄八股文准备应试，想办法走后门当县令。”第四，“大家痛骂高鹗是不公平的，应该公正评价後四十回，程伟元、高鹗的工作使得有一个120回本传世，这个功劳不应抹杀。”[32]此外，他还认为：後四十回可能是曹雪芹没有经过修改的一个散稿，“正因为如此，会在结构上出现一些不衔接的地方，包含了程伟元、高鹗的修改。他们也在序言中说明，为整理出版120回刻本而‘截长补短’”。[33]

### 主張曹雪芹是唯一作者
白先勇《正本清源红楼梦》認為，沒有人能夠續作紅樓，還一續四十回，佔全書的三分之一。他相信，曹雪芹生前已經完成了一百二十回紅樓夢。他还认为：“曾有人指出，後四十回与前八十回文风有差别等，据此认为後四十回是高鹗续写，但这都不是“铁证”，“从另外一个角度讲，我也写作，《红楼梦》前八十回已经千头万绪，如果真的换人续写，不可能模仿的那么一致。从小说家的角度来看，我相信前后是一个人写的”。
杜福華認為，《船山詩草》中《贈高蘭墅鴞同年》中的「補」意指高鶚和程偉元將「漶漫不可收拾」的後四十回「細加厘剔，截長補短，鈔成全部，復為鐫板，以公同好」，沒有程高二人將《紅樓夢》自行補完的意思。此外，他認為曹雪芹已經將《紅樓夢》寫完，而雖然脂評中記述後四十回的內容和通行本四十回內容不相同，但是他認為「增刪五次」即有五個不同的稿本。其又從高鶚的作品和後四十回作比較，認為內容風格差異過多，非同一人所作。

#### 反對意見
- 有些人认为程高是历史人物，有史可考，脂砚斋是个无史可考的人物，从历史研究的方法论上来看，应当更重视有史可考的人物而不是无史可考的人物，反对“疑程高不疑脂”的做法，认为“作为历史人物，程伟元、高鹗有确凿史料可证其真，而脂砚斋则有些虚无缥缈，似有似无。在这种情况下，有些人只信脂砚斋而不相信高鹗和程伟元，不惜用脂砚斋否定高鹗，这是令人奇怪的一种思维方式。”[35]
- 有人认为不能因前八十回和後四十回文笔水平有差异就认为是两人所作，并举出其他文学作品的例子：《三国演义》在诸葛亮死后就不那么精彩，《水浒传》在招安之后也没有那么精彩……[35]
- 还有其他說法认同这一观点。[36][37][38][36]
- 在程甲本问世之前已有一百二十回《红楼梦》抄本流传在世。证据有三：1．周春《阅红楼梦随笔》记载：“乾隆庚戌秋，杨畹耕语余云：‘雁隅以重价购钞本两部：一为《石头记》，八十回；一为《红楼梦》，一百廿回，微有异同。’乾隆庚戌，即乾隆五十五年（1790），在《红楼梦》程甲本之前，与程伟元《红楼梦序》所言“好事者每传抄一部，置庙市中，昂其值得数十金，可谓不胫而走者矣。然原目一百廿卷，今所传只八十卷，殊非全本”十分吻合。2．脂本《红楼梦》中唯一的一百二十回本是《乾隆抄本百廿回红楼梦稿》，简称《红楼梦稿》。3．富察明义《题红楼梦》绝句是目前发现的最早的题红诗，早于程甲本出现，而且透露出《红楼梦》後四十回的情节信息。蔡义江指出：明义《题红楼梦》“末了三首已写到八十回后贾府败落事，且并无‘未窥全豹’之憾”。如“伤心一首葬花词，似谶成真自不知。”诗意流贯在第二十七回与第九十七回之间；“莫问金姻与玉缘，聚如春梦散如烟；石归山下无灵气，纵使能言亦枉然。”概括了宝玉与宝钗的“金玉良缘”及命运结局，浓缩了一百二十回《红楼梦》的一条重要意脉。[39][40]

### 主張程高二人自行續補
胡適是这种说法的重要提倡者，他首先质疑程氏乾隆五十六年一百二十回本《红楼梦序》的说法不可靠，又根據俞樾《小浮梅閑話》所引張問陶《船山詩草》中《贈高蘭墅鶚同年》一篇的小注：“紅樓夢八十回以後，俱蘭墅（高鶚）所補。”，斷言《紅樓夢》後四十回是高鶚續作。但支持後四十回主要作者为曹雪芹的人认为，此处的“补”应理解为在曹雪芹原著上的“增补”，而不是指完全由高鹗补写。胡文炜认为，按照高鹗的年表，1788年高鹗中举人，1791年程甲本出版，1792年程乙本出版，1795年高鹗中进士殿试三甲一名，在如此短的时间内，高鹗要一边准备举人、进士的科举考试，一边还要撰写近三十万字的後四十回，且要边写边仔细阅读和揣摩前八十回作者意图和大量伏笔，仔细冒充不被识破，难度极大，几乎不可能。

### 主張无名氏续，程高二人整理
早於1976年，文雷（胡“文”彬、周“雷”合用笔名）二人在《文物》上發表了《程偉元與紅樓夢》一文，主张程伟元与高鹗两人的确是根据已有的後四十回稿，同时参与了整理、篡改与修补，但根据诸多新旧证据，质疑後四十回的作者也非曹雪芹，应当另有其人。目前越来越多的《红楼梦》已经改称“曹雪芹著、无名氏续”，而不是原先的“曹雪芹、高鹗著”。
- 俞平伯的助手王佩璋最早质疑高鹗是续书作者一說：王佩璋将程甲本与程乙本逐字校对，发现程乙本根本不是“聚集各原本，详加校阅”的结果，仅是错别字也不比程甲本少，并且是越改越坏，这种例子约有120处。如果高鹗是後四十回的作者，改自己的稿子怎么会越改越坏呢？[42]
- 高鹗原本受程伟元邀请一起整理修订《红楼梦》，并非为了谋取名利，如果说是他续写了後四十回，为什么要隐瞒呢？实际上，高鹗对他参与了《红楼梦》修订一事很是得意，从不掩饰。他不仅给自己起了号：红楼外史，还写了一首诗《重订〈红楼梦〉小说既竣题》：“老去风情减昔年，万花丛里日高眠。昨宵偶抱嫦娥月，悟得光明自在禅。”[42]
- 除了张问陶那条“传奇《红楼梦》八十回以后，俱兰墅所补”资料外，再没有找到任何一条能证明高鹗续书的文献资料。所以，有理由认为，高鹗、程伟元没撒谎，高鹗不是後四十回的作者，只是一个整理者。[42]

## 以統計方式作比較
最早以統計方式研究《紅樓夢》著作權的是瑞典漢學家高本漢。在1952年，高本漢列舉了32種語法、詞彙等，並统计其在《水浒传》、《西游记》、《儒林外史》、《红楼梦》、《镜花缘》等出現的頻率，得出《红楼梦》前八十回和後四十回是同一人所作的結論。最早以電腦方法分析《紅樓夢》是陳炳藻。1981年，陈炳藻發表了《从词汇上的统计论〈红楼梦〉的作者问题》一文，其後又出版了《电脑红学：论〈红楼梦〉作者》一書得出前八十回与後四十回的作者均为曹雪芹原著的结论。
統計分析《紅樓夢》的結論可分為兩種，一是前八十回和後四十回為同一人所作，一是前八十回和後四十回非同一人所作。得出為同一人所作的研究者有陳炳藻、李國強等。李國強等人將《紅樓夢》每四十回分作一部份，將三部分中的副詞互作比較，並得出三部份由同一作者所作的結果。
得出非同一人所作的研究者有陳大康、張運良等。陳大康以字、詞、句三角度考察，对73个指标进行了分布检验，認為非一人所作。張運良等以句類作為特徵向量，將《紅樓夢》每四十回分作一集合，結果集合1和集合2句類風格相近，集合3則風格差異較大，即前八十回和後四十回為不同作者所作。
此外，李賢平在《紅樓夢》抽取了47個虛字作為特徵向量，以聚類方法對120個虛詞作分析，並認為《紅樓夢》是由不同的作者於不同時期所撰。陳大康認為李賢平的結論並不客觀，「而是靠自己的视觉判断推测出来的，因而不具可靠性」。